# En Gentleman i Moskva (TV-serie)
En Gentleman i Moskva (engelska: A Gentleman in Moscow) är en amerikansk historisk drama- och thrillerserie. För seriens manus står Ben Vanstone. Serien är baserad på Amor Towles roman med samma namn från 2016. Första säsongen består av åtta avsnitt. Serien hade Sverigepremiär på Sky Showtime den 18 april 2024.

## Handling
Serien kretsar kring Alexander Rostov som i efterspelet av den ryska revolution befinner sig på fel sida av historien.

## Rollista (i urval)
- Ewan McGregor – Alexander Rostov
- Mary Elizabeth Winstead – Anna Urbanova
- Leah Harvey – Marina
- Johnny Harris – Osip
- Paul Ready – Petrov
- Alexa Goodall – Nina
- John Heffernan – Bishop
- Lyès Salem – Andrey
- Fehinti Balogun – Mishka
- Björn Hlynur Haraldsson – Emily
- Dee Ahluwalia – Audrius
- Anastasia Hille – Olga
- Bille Gadsdon – Sofia